# Sudikampiran
Sudikampiran is een bestuurslaag in het regentschap Indramayu van de provincie West-Java, Indonesië. Sudikampiran telt 2446 inwoners (volkstelling 2010).